# Ноттингем Пантерс
«Ноттингем Пантерс» — английский хоккейный клуб из города Ноттингем. Выступает в Британской элитной хоккейной лиге. Домашней ареной клуба является Национальный ледовый центр.

## История

### 1940-60
Первая попытка создать профессиональную хоккейную команду в Ноттингеме была предпринята в 1939 году после строительства ледовой арены в городе. Клуб планировал заявиться в Английскую хоккейную лигу в 1940 году. Игроками её были в большинстве канадцы. Однако Вторая мировая война помешала планам команды. Вторая попытка создать клуб оказалась успешной. Свой первый официальный матч команда сыграла 22 ноября 1946 года, одержав победу над командой Уэмбли Монархс со счётом 3-2. В сезоне 1950/51 команда завоевала первое чемпионство в лиге, а в сезоне 1953/54 повторила этот успех. В 1954 году Английская и Шотландская лиги были объединены в одну Британскую. В 1959 году Ноттингем Пантерс выходят в финал Британской лиги. Однако уже в 1960 году из-за кризиса Британской лиги клуб был расформирован.

### 1980-настоящее время
Лишь в 1980 году клуб был возрожден путём переезда клуба Шеффилд Лансерз в Ноттингем. В период с 1980 по 1996 годы клуб выступал с переменным успехом: то поднимаясь на пьедестал почёта, то опускаясь в зону вылета. В 1999 году клуб занял третье место в Британской хоккейной элитной серии. Спустя год в Ноттингеме был построен Национальный ледовый центр вместимостью 7500 человек. В сезоне 2004/05 команда впервые приняла участие в Континентальном кубке, в сезоне 2016/17 стала его победителем.

## Известные игроки
- Джейсон Уильямс (2016—2017)
- Брайан Макгрэттен (2016—2017)
- Майкл Гарнетт (2017-2019)[1]